# 阿奎洛尼亚
阿奎洛尼亚（義大利語：Aquilonia），是意大利阿韦利诺省的一个市镇。总面积55.62平方公里，人口1879人，人口密度33.8人/平方公里（2009年）。ISTAT代码为064004。

## 友好城市
- 義大利坎比亚诺
- 義大利卡拉马尼亚-皮埃蒙特